# Queen's Gallery (Edinburgh)
Queen's Gallery er et kunstgalleri i Edinburgh, Skotland. Det er en del af Palace of Holyroodhouse -komplekset. Det åbnede i 2002 med deltagelse af dronning Elizabeth 2., og udstillet værker fra Royal Collection.
Museet er åben for offentligheden. Bygningen er en listed building i kategori B.